# Melanotus lanceatus
Melanotus lanceatus là một loài bọ cánh cứng trong họ Elateridae. Loài này được Quate & Quate miêu tả khoa học năm 1967.